# Suchy Las (powiat poznański)

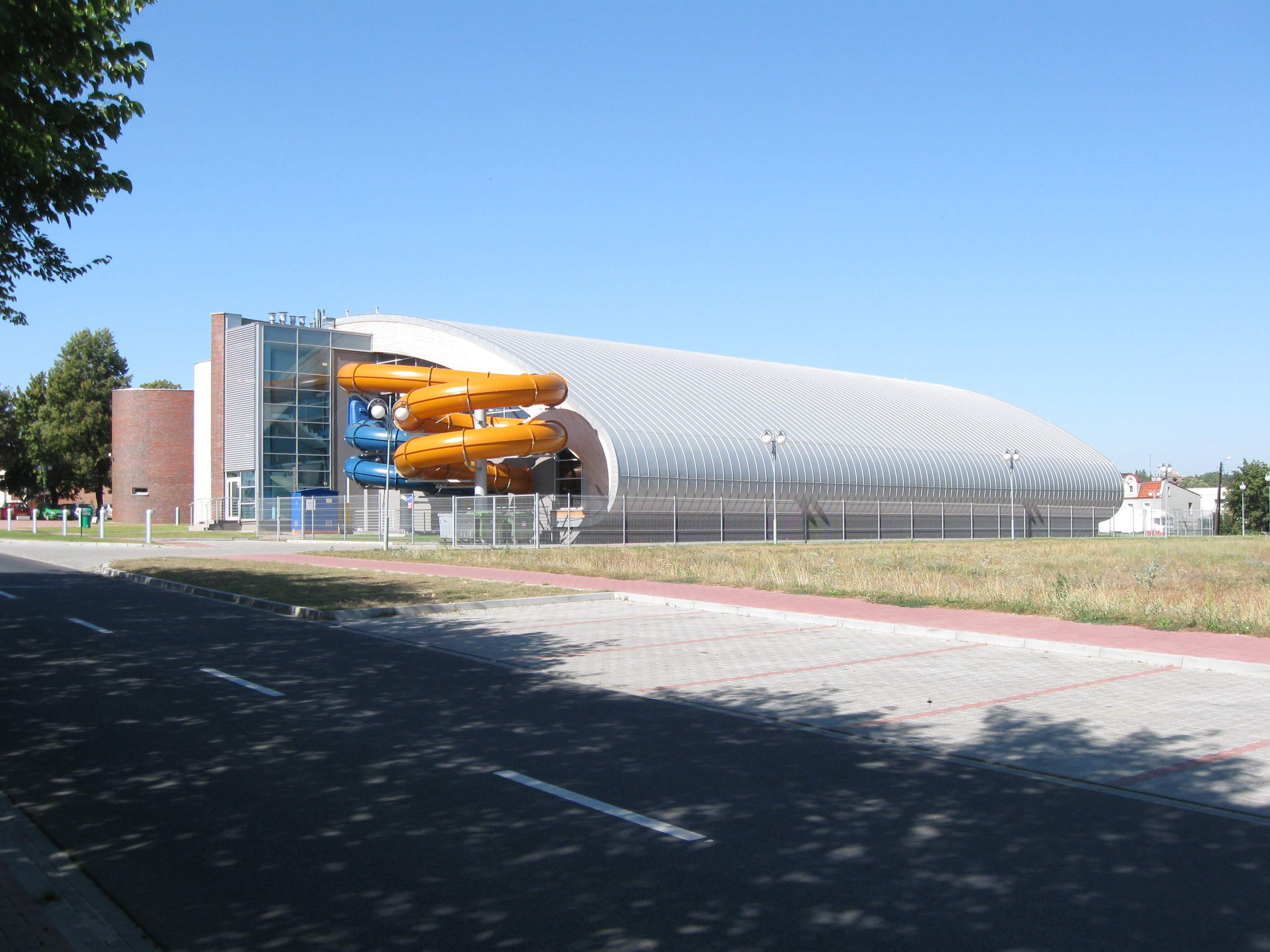
Park Wodny Octopus

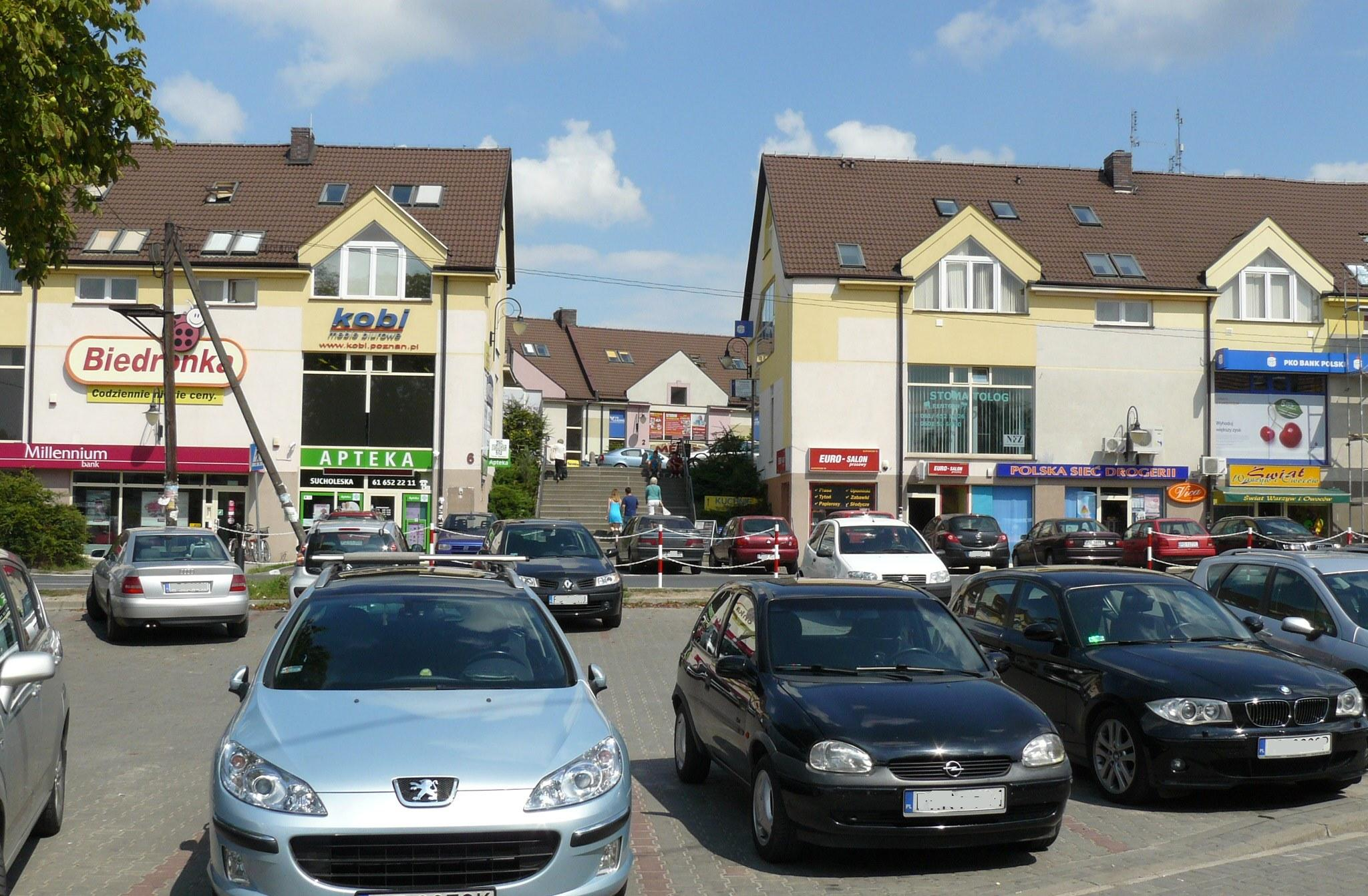
Nowy Rynek – centrum handlowo-usługowe gminy

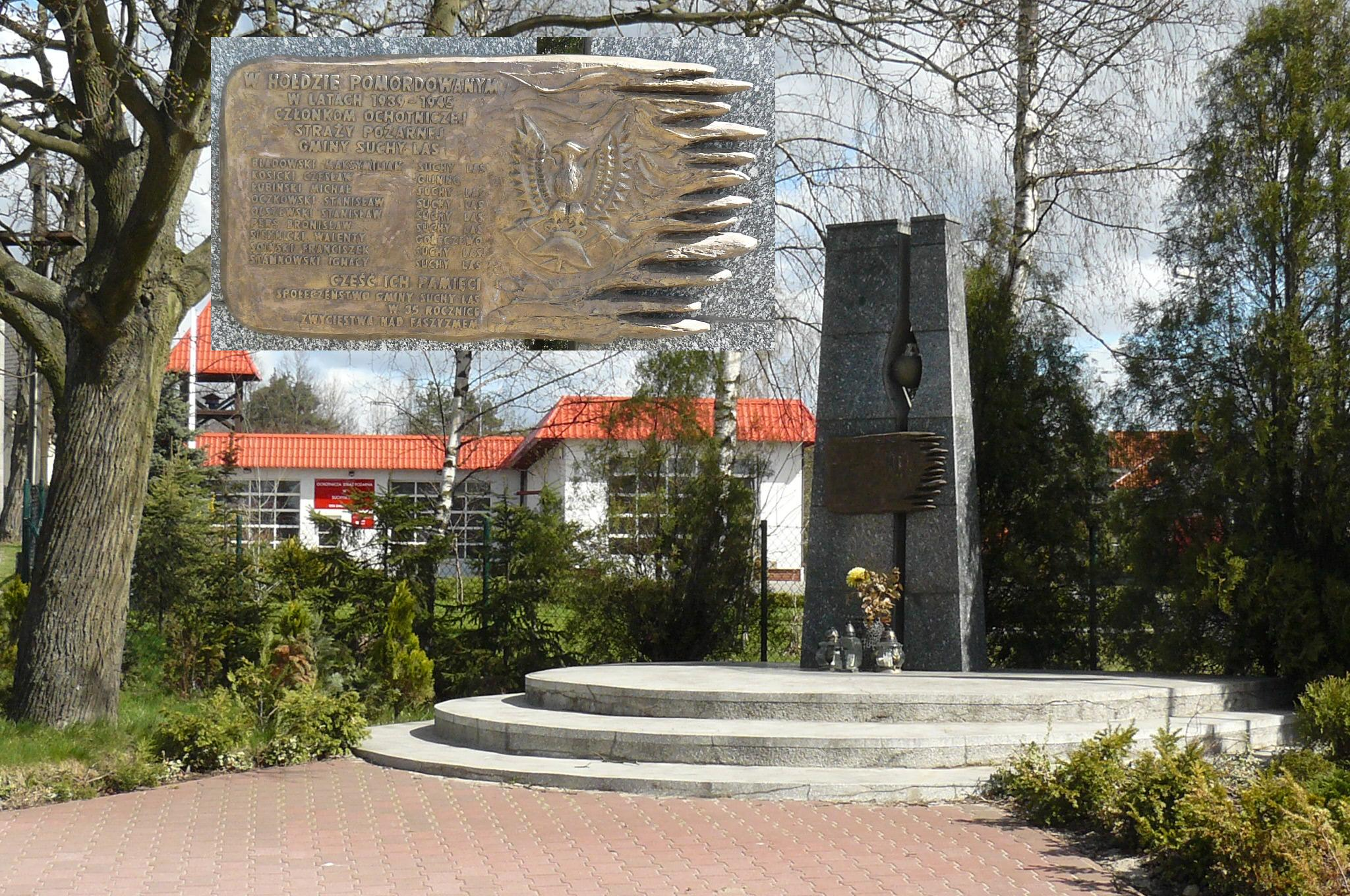
Pomnik pomordowanych strażaków

Suchy Las – wieś gminna w Polsce, położona w województwie wielkopolskim, w powiecie poznańskim, siedziba gminy Suchy Las. Graniczy z Poznaniem.

## Geografia
Suchy Las jest wsią o charakterze podmiejskiego osiedla znajdująca się na południu gminy Suchy Las, wcinającym się od północnej strony w miasto Poznań. Choć granice Poznania w niektórych miejscach sięgają nawet 14,3 km od centrum, Suchy Las jest położony w odległości zaledwie 8 km od Starego Rynku w Poznaniu.
Miasto Poznań otacza Suchy Las z trzech stron: zachodniej (Podolany), południowej (Piątkowo) i wschodniej (Morasko), natomiast od strony północnej osiedla rozciąga się Poligon w Biedrusku.

## Nazwa
Nazwa ma genezę kulturową, a nie topograficzną. W staropolszczyźnie słowa suchy las oznaczały miejsce zrębu leśnego. Pierwszy zachowany zapis pochodzi z łacińskiego dokumentu z 1187 (w dokumencie błędnie 1170) gdzie odnotowano ją pod nazwą „Zuchilyecz”, 1218 (interpolowane) „Zuchilez”, 1398”, 1401 „Suchilasz”, 1467 (według kopii z XVII wieku) „Suchy Las”, 1475 „Szuchilasz”, 1498 „Szuchylasz”, 1505 „Schuchylasz”.
Po rozbiorach Polski w XIX wieku Niemcy nazywali miejscowość zgermanizowaną nazwą „Trockenwalde”.

## Historia
Obecna część Poznania była kiedyś osobną wsią leżącą 9 kilometrów od miasta Poznania i związana była historycznie z Wielkopolską. Istnieje co najmniej od drugiej połowy XII wieku i ma średniowieczną metrykę. Wwczesnośredniowieczna wieś znajdowała się pomiędzy obecnymi ulicami Obornicką, Rolną i Młodzieżową. Okolice miejscowości były zasiedlone jednak już wcześniej niż odnotowały to zachowane zapisy historyczne. W pobliżu wsi archeolodzy zlokalizowali punkty osadnicze z całego okresu średniowiecza, w tym dwie osady z X/XI-XII wieku oraz osadę późnośredniowieczną. Według źródeł historycznych i badań archeologicznych z 2002 i 2007, początki osadnictwa na terenie Suchego Lasu sięgały XIII wieku. Świadczą o tym wykopaliska z okolic ul. Obornickiej (ceramika naczyniowa, wyroby z żelaza i kości).
Początkowo wieś należała do opola chojnickiego z siedzibą w Chojnicy, które było reliktem opola – przedpaństwowej wspólnoty rodowo-terytorialnej, a w późniejszym okresie stało się administracyjnym podokręgiem kasztelanii. W 1388 Suchy Las został odnotowany w granicach tego opola. Następnie miejscowość stała się wsią książęcą należącą do książąt wielkopolskich, a później za sprawą darowizny kościelną własnośćią zakonu joannitów poznańskich. Od 1320 leżała w Zjednoczonym Królestwie Polskim, a od 1380 w powiecie poznańskim województwa poznańskiego w Koronie Królestwa Polskiego. W 1475 leżała w parafii Chojnica.
Pierwszy zachowany zapis o wsi pochodzi z dokumentu z 1187 (błędnie datowanego na 1170), który wydany został w kancelarii księcia wielkopolskiego Mieszka III Starego, który ufundował szpital w Poznaniu przy kościele św. Michała (św. Jan koło Poznania) i nadał mu pewne wsie. Biskup poznański Radwan nadał temu szpitalowi dziesięciny stanowiące uposażenie stołu biskupa z tych oraz 7 innych wsi, a w tym m.in. Także z Suchego Lasu.
Drugi zachowany zapis pochodzi z dokumentu wystawionego w 1218. Paweł II biskup poznański zatwierdził w nim nadanie swoich poprzedników na rzecz domu joannitów poznańskich oraz wyliczył należące do nich posiadłości, a wśród nich m.in. Suchy Las. W 1401 Bieniasz komandor joannitów poznańskich zapowiedział przed sądem ziemskim posiadłości zakonu, a wśród nich m.in. Suchy Las. W 1402 komandor joannitów poznańskich zapowiedział zarośla m.in. w Suchym Lesie. W 1225 wieś przeszła formalnie pod jurysdykcje tego zakonu.
Jako wieś na prawie niemieckim ulokowano Suchy Las w XV wieku. W 1402 odnotowano także mieszkańców wsi pochodzących z niższych stanów. Maciej sołtys z Suchego Lasu (Mathias scoltetus de Suchilasz) wraz z kmieciami toczyli wówczas proces sądowy z burgrabią poznańskim oraz z żupcami. W 1404 Stanisław kmieć z Suchego Lasu pozwany został przez Bodzętę z Orla Małego o woły oraz inne rzeczy. W 1461 Andrzej Gwiazda z Suchego Lasu wspomniany został jako strona ugodzie polubownej o poniechanie zemsty za zabicie Macieja Trybali ze Świerczewa.
W okresie późnośredniowiecznym centrum wsi znajdowało się w rejonie skrzyżowania obecnych ulic Rolnej, Bogusławskiego, Leśnej i Starej Drogi. W 1467 na wsi Suchy Las zapisano jedną grz. czynszu dla szpitala św. Wawrzyńca w Poznaniu. W 1479 Klemens komandor joannitów poznańskich toczył majątkowy proces sądowy z Sędziwojem Sadowskim o pastwiska w Suchym Lesie. W 1486 odnotowany został polski szlachcic Mikołaj Mroczek wywodzący się ze wsi. W 1544 Jakub Brzozowiec komandor joannitów poznańskich pozwał Jana Wydzierzewskiego o zaoranie ról w Suchym Lesie.
W 1498 Wawrzyniec sołtys w Suchym Lesie dał klasztorowi cysterek w Owieńskach sumę 18 grzywien za zbawienie swoje i swoich rodziców, za co opatka wraz z mniszkami zobowiązała się płacić 1,5 grzywny czynszu z dóbr klasztornych z przeznaczeniem 3 wiardunków na wosk i wieczną lampę w kościele klasztornym św. Krzyża oraz 3 wiardunków na potrzeby (łac. „pro fabrica”) kościoła parafialnego św. Mikołaja w Owieńskach. W 1505 Jan Synowiec sołtys w Suchym Lesie toczył proces sądowy z Wincentym z Grodziska wikariuszem wieczystym katedry poznańskiej o 4 grzywny dla kościoła św. Krzyża w Owieńskach, gdzie Wincenty był plebanem. Archidiakon pszczewski Jan Sławiński, który wykupił sołectwo, zachodził w sądzie sołtysa Jana, pragnąc uwolnić go od nałożonej już z tego powodu ekskomuniki. W 1547 szlachcic Łukasz Morzycki kupił od komandora joannitów poznańskich sołectwo w Suchym Lesie w dożywocie za 300 grzywien. W 1547 jako sołtys w Suchym Lesie zapisał swojej żonie Katarzynie po 100 grzywien posagu oraz wiana na połowie sołectwa w Suchym Lesie oraz połowę sumy zapisanej na tym sołectwie. W 1563 odnotowano łan sołecki w Suchym Lesie. W 1580 Jakub Morzycki syn zmarłego Łukasza skwitował Aleksandra Mokronoskiego z 66 złotych z tytułu dzierżawy sołectwa w Suchym Lesie.
W latach 1559–1563 Stanisław Mężyk komandor joannitów poznańskich wydzierżawił podsędkowi poznańskiemu Jakubowi Rokossowskiemu wsie należące do komandorii joannitów poznańskich, w tym m.in. Suchy Las. W 1559 dzierżawi mu te majątki na 3 lata za 2300 złotych, a w 1563 na 3 lata za 2500 złotych.
Zachowały się także zapisy w historycznych księgach podatkowych. W 1475 wieś odnotowano w wykazie zaległości podatkowych z powiecie poznańskim. W 1508 miał miejsce pobór od 5 półłanków oraz 6 groszy od karczmy. W 1563 miał miejsce pobór od 3,5 łana, jednego łana sołeckiego oraz karczmy dorocznej. W latach 1564–1565 Suchy Las należący do komandora joannitów poznańskich zapłacił „do zamku poznańskiego” od 3 łanów 18 groszy, 9 wiertełi żyta, 3 ćwiertnie pszenicy oraz 3 ćwiertnie owsa. W 1577 miał miejsce pobór podatków z Suchego Lasu, którego dzierżawcą, tenutariuszem (łac. „tenutarius”) był wówczas szlachcic Aleksander Mokronoski.
Z 1605 zachowały się wpisy w księdze cudów klasztoru Bożego Ciała pod Poznaniem na temat dziecka, które utonęło w Suchym Lesie i zostało następnie złożone przez rodziców przed ołtarzem w kaplicy w kościele Bożego Ciała pod Poznaniem. Dziecko to ożyło w czasie gdy kapłan sprawował mszę. Kolejny zapis odnotował dziewczynka ze wsi Suchy Las, która po 3 tygodniach śmiertelnej choroby została uzdrowiona, gdy złożono w jej intencji ślub wraz z ofiarą dziękczynną.
Miejscowość uległa zniszczeniu podczas potopu szwedzkiego, a w XVIII wieku mieszkańców zdziesiątkowały zarazy. W 1732 sprowadzono tu osadników olęderskich, a w XIX wieku kolonistów z Niemiec.
Wieś duchowna, własność komandorii joannitów w Poznaniu pod koniec XVI wieku leżała w powiecie poznańskim województwa poznańskiego w Rzeczypospolitej Obojga Narodów. Wskutek II rozbioru Polski w 1793, miejscowość przeszła pod władanie Prus i jak cała Wielkopolska znalazła się w zaborze pruskim.

### Powstanie Wielkopolskie
Mieszkańcy Suchego Lasu uczestniczyli w Powstaniu Wielkopolskim, walcząc na wszystkich frontach.
Sucholescy bohaterowie Powstania Wielkopolskiego: Wojciech Białecki, Józef Bratkowski, Jan Chudziński, Teofil Chudziński, Stanisław Ciechanowski, Władysław Czypicki, Grzegorz Djaczenko, Franciszek Garstka, Andrzej Grott, Marcin Jaworski, Franciszek Krych, Jan Krzyżański, Jan Leitgeber, Władysław Linkowski, Jan Pawlak, Wincenty Raminiak, Józef Skoczyński, Stanisław Smyk, Franciszek Soiński, Stanisław Sosiński, Jan Spychała, Stanisław Stronka, Stefan Styperek, Ignacy Szalug, Antoni Wawrzyniak, Walenty Wawrzyniak, Franciszek Zieliński, Stanisław Zwolenkiewicz.
W latach 1975–1998 miejscowość położona była w województwie poznańskim.

## Ludność
Suchy Las jeszcze w latach 60. zamieszkiwany był głównie przez ludność rolniczą. Obecnie jest to obszar objęty systematyczną migracją, głównie z terenu Poznania. Powstają tu liczne osiedla bloków mieszkalnych (Osiedle Poziomkowe), szeregowców (Osiedle Grzybowe) i domów jednorodzinnych (Aleksandrowo).
O dynamicznym rozwoju osiedla świadczą statystyki, z których wynika, że w 2023 r. miejscowość tę zamieszkiwały 7398 osoby – oznacza to wzrost liczby mieszkańców o ponad 50% w porównaniu do 2004 r. (4492 osoby).

## Gospodarka
Suchy Las jest jedną z najprężniej rozwijających się miejscowości podpoznańskich, czego najlepszym dowodem jest dynamicznie rosnąca liczba ludności (kosztem Poznania) oraz zwiększająca się ilość podmiotów gospodarczych.
Przez Suchy Las przebiegała droga krajowa nr 11 do Koszalina, dzięki której osiedle posiada szybkie połączenie drogowe z większą częścią aglomeracji poznańskiej. Planowana była rozbudowa drogi numer 11 celem poprawy komfortu jazdy oraz m.in. z powodu tworzenia III Ramy komunikacyjnej M. Poznania.
Bliskość Poznania, interesujące położenie geograficzne i komunikacyjne, niewielka odległość od lotniska Ławica, czyni Suchy Las interesującym miejscem dla inwestorów. Liczba podmiotów gospodarczych oraz dochody własne gminy Suchy Las przypadające na jednego mieszkańca należą do najwyższych w kraju. Z liczbą 161,2 podmiotów gospodarczych na 1000 mieszkańców (2003 r.) gmina Suchy Las plasuje się w polskiej czołówce, w powiecie poznańskim nieznacznie tylko ustępując Tarnowu Podgórnemu.
W latach 1998–2003 liczba podmiotów gospodarczych w gminie Suchy Las zwiększyła się z 1266 do 1883, co stanowi 48% wzrost w ciągu 5 lat.
Bliskość dużego rynku zbytu powoduje, że inwestorzy wybierają nie tylko Poznań, ale też okoliczne miejscowości, takie jak Suchy Las, na miejsce prowadzenia działalności gospodarczej. Na terenie gminy funkcjonuje duże wysypisko śmieci dla Poznania.

### Handel i przemysł
Działalność firm obejmuje przede wszystkim handel (Centrum Handlowe Nowy Rynek oraz Galeria Sucholeska), usługi oraz produkcję przemysłową. Do inwestowania w Suchym Lesie zachęca atrakcyjne położenie, bliskość ośrodka akademickiego, rozwinięta infrastruktura techniczna, a także korzystny klimat ekonomiczny. Dzięki temu zakłady tutaj ulokowały między innymi: Apart oraz średni i mali przedsiębiorcy.
Suchy Las jest znany również jako zagłębie salonów samochodowych, przy drodze krajowej nr 11 ulokowali się między innymi dealerzy Volkswagena, Forda, Peugeota, Citroena, Renault, Opla, Toyoty, Hondy, Hyundaia, Dacii i innych.

## Kultura i aktywność społeczna

### Pomniki i tablice pamiątkowe
- pomnik W hołdzie pomordowanym strażakom – upamiętnia zabitych przez nazistów w czasie II wojny światowej strażaków z gminy Suchy Las: Maksymiliana Bladowskiego, Czesława Kosickiego, Michała Łubińskiego, Stanisława Oczkowskiego, Stanisława Olszewskiego, Bronisława Persa, Walentego Siennickiego, Franciszka Soińskiego i Ignacego Stankowskiego. Pomnik w formie dwudzielnego obelisku przy ul. Bogusławskiego róg Strażackiej postawiono w 1980,
- tablica pamiątkowa z 1988 na gmachu Biblioteki Gminnej upamiętniająca Jerzego Mańkowskiego – pisarza i publicystę.
- ławeczka Wojciecha Bogusławskiego

### Ośrodek Kultury Gminy Suchy Las
Ośrodek działa od sierpnia 1991 r. W jego ramach prowadzone są lektoraty językowe, zajęcia teatralne i muzyczne, warsztaty dziennikarskie oraz pracownia plastyczna.
Ośrodek corocznie organizuje „Kino na magistracie” – seanse pod gołym niebem (kino letnie) wyświetlane na budynku Urzędu Gminy.
W 2013 roku do użytku oddano nową siedzibę Ośrodka Kultury z aula na 200 miejsc, położoną przy ul. Szkolnej 16 między Galerią Sucholeską a pływalnią Octopus. Konkurs na zaprojektowanie budynku ogłoszono w 2010. 16 listopada 2011 odbyło się wmurowanie kamienia węgielnego, a zakończenie budowy nastąpiło w grudniu 2012. Koszt inwestycji wyniósł 10 mln zł

### Biblioteka Ośrodka Kultury
Została założona w 1948 r. Od 1988 r. biblioteka nosi imię Jerzego Mańkowskiego, poznańskiego pisarza. Księgozbiór biblioteki wraz z filiami składa się z około 46700 pozycji.
Od 1986 do 2013 roku biblioteka mieściła się przy ul. Bogusławskiego 17. W 2013 roku otwarto nowy budynek przenosząc tym samym bibliotekę do nowego gmachu Ośrodka Kultury Gminy Suchy Las przy ulicy Szkolnej.
Biblioteka posiada filie w Chludowie (od 1975 r.) i Złotnikach (od 1990 r.).

### Wojciech Bogusławski
Wojciech Bogusławski, zwany Ojcem Polskiego Teatru Narodowego, urodził się i przez pierwsze lata swego życia mieszkał w miejscowości Glinno (obecnie nieistniejącej) koło Suchego Lasu. W 1965 roku imię Wojciecha Bogusławskiego nadano Szkole Podstawowej w Suchym Lesie, a w 1966 roku w Glinnie, w miejscu, gdzie kiedyś stał dworek należący do rodziny Bogusławskich, odsłonięto tablicę upamiętniającą miejsce urodzin Wojciecha Bogusławskiego.
W roku 2007 cała Polska świętowała 250. rocznicę urodzin Bogusławskiego. Obchodom towarzyszył cykl imprez jubileuszowych. W Suchym Lesie uroczystości te zainaugurowano 14 kwietnia konferencją teatrologiczną „In memoriam” oraz odsłonięciem w Glinnie nowej tablicy poświęconej Ojcu Teatru Narodowego. W dniu 26 kwietnia 2007 r. otwarto wystawę poświęconą Wojciechowi Bogusławskiemu pt. „Sławę moją zostawiam potomności…”
Natomiast w dniu 26 maja 2007 r. w Hali Sportowo-Widowiskowej w Suchym Lesie Teatr Wielki w Poznaniu wystawił operę Wojciecha Bogusławskiego z muzyką Jana Stefaniego pt. „Cud mniemany, czyli Krakowiacy i Górale” w reżyserii Krzysztofa Kolbergera i z jego udziałem.

### Dni Gminy Suchy Las
W czerwcu każdego roku – w rocznicę nadania herbu Gminie Suchy Las, mieszkańcy obchodzą swoje święto – Dni Gminy Suchy Las. Obchody wypełniają imprezy sportowe, rekreacyjne i kulturalne.
W roku 2007 obchody trwały od 10 do 17 czerwca, a uświetniły je między innymi: przygody z teatrem „Oblężenie teatralne” prowadzone przez Piotra Machalicę, a także występy rapera Abradab, zespołu „Raz, Dwa, Trzy” oraz włoskiej piosenkarki In-Grid.

### Frekwencja wyborcza
Wysoka aktywność społeczna mieszkańców Suchego Lasu wyraża się również w uczestnictwie w wyborach powszechnych. W wyborach parlamentarnych w 2007 frekwencja wyborcza w gminie Suchy Las wyniosła 71,49% i była piąta najwyższa w kraju (za Warszawą i podwarszawskimi gminami Podkowa Leśna, Michałowice i Łomianki).

## Edukacja

### Przedszkola
W Suchym Lesie istnieje siedem przedszkoli: jedno publiczne, dwa prywatne oraz cztery niepubliczne. Są to:
- Przedszkole „Leśnych Ludków”[16],
- Prywatne Przedszkole „Piraciki”[17],
- Prywatne Przedszkole „Wesoły Delfinek”[18],
- Niepubliczne Przedszkole Anglojęzyczne “Kraina Elmo”[19],
- Przedszkole „Natura”[20],
- Niepubliczny Punkt Przedszkolny „Supełkowo”[21],
- Magic World Preschool Dwujęzyczne Niepubliczne Przedszkole[22].

### Szkoły podstawowe
Na terenie Suchego Lasu funkcjonują cztery szkoły podstawowe:
- Szkoła Podstawowa nr 1 im. Wojciecha Bogusławskiego w Suchym Lesie[24],
- Szkoła Podstawowa nr 2 im. Jana Pawła II w Suchym Lesie[25],
- „Harmonia” Prywatna Szkoła Podstawowa Montessori w Suchym Lesie[26],
- World Primary School – Niepubliczna Szkoła Podstawowa z oddziałami dwujęzycznymi w Suchym Lesie[22].

### Szkoły średnie
W Suchym Lesie działa jedna szkoła średnia – Publiczne Liceum Ogólnokształcące im. Romka Strzałkowskiego.

## Sport

### Łyżwiarstwo i wrotkarstwo
We wsi działało sezonowe pełnowymiarowe kryte (prowizorycznie) sztuczne lodowisko Iglo Park, od maja 2009 roku, zamieniane w sezonie letnim we wrotkarnię (obiekt do jazdy na wrotkach i rolkach). Działalność lodowiska zakończona została w 2014 roku.

### Piłka nożna
Od 1995 r. z inicjatywy młodzieży działa klub piłkarski TMS Suchary Suchy Las. Klub posiada również liczne drużyny młodzieżowe.

### Pływalnia
13 grudnia 2008 po roku budowy przy ul. Szkolnej 18 otwarto Park Wodny Octopus o powierzchni użytkowej 1832 m². Na terenie pływalni mieści się kompleks basenów (złożony z 25-metrowego basenu głównego o 6 torach, basenu z biczami wodnymi i zjeżdżalnią familijną, brodziku dla dzieci, 2 zjeżdżalni zewnętrznych oraz sauny); a także centrum konferencyjne, bar, sklep pływacki oraz kręgielnia.

### Rower
Z inicjatywy Towarzystwa Przyjaciół Gminy Suchy Las (które działa od 1994 roku) powstało w 1997 r. profesjonalne opracowanie „Koncepcja dróg rowerowych na terenie Gminy Suchy Las”. Dotychczas jedna z tych ścieżek została w pełni wytyczona w terenie i oznakowana. Trasa ta biegnie z Poznania (pętla PST) poprzez. Suchy Las, Złotniki, Złotkowo, granicą poligonu, przez Golęczewo do Chludowa i łącznie ma 15,4 km długości. Towarzystwo Przyjaciół Gminy Suchy Las organizuje m.in. liczne rajdy rowerowe dla mieszkańców Gminy. Niektóre z nich stały się już tradycją, jak np. rajd Wojciecha Bogusławskiego, rajd „Herbowy” itd.(informacje pochodzą z oficjalnego portalu internetowego Gminy Suchy Las).
W 2020 otwarto na terenie gminy publiczny, bezstacyjny system Sucholeskiego Roweru Gminnego, obejmującego też Jelonek i Złotniki.

### Turystyka
W bezpośrednim sąsiedztwie Suchego Lasu znajduje się unikatowy w skali kraju Rezerwat przyrody Meteoryt Morasko, gdzie znaleziono najcięższy meteoryt w Polsce (ważący 261 kg); oraz na którego terenie mieści się 7 kraterów powstałych w wyniku upadku meteorytu ok. 5000 lat temu. Rośnie tu też wiele rzadkich gatunków roślin.
W miejscowości znajduje się trzygwiazdkowy hotel.